# Монетье-Альмон
Монетье́-Альмо́н (фр. Monêtier-Allemont, окс. Monestier Alamont) — коммуна во Франции, находится в регионе Прованс — Альпы — Лазурный Берег. Департамент коммуны — Верхние Альпы. Входит в состав кантона Ларань-Монтеглен. Округ коммуны — Гап.
Код INSEE коммуны — 05078.

## Население
Население коммуны на 2008 год составляло 321 человек.
| 1962 | 1968 | 1975 | 1982 | 1990 | 1999 | 2008 |
| ---- | ---- | ---- | ---- | ---- | ---- | ---- |
| 260  | 285  | 286  | 240  | 228  | 265  | 321  |

## Экономика
В 2007 году среди 193 человек в трудоспособном возрасте (15—64 лет) 141 были экономически активными, 52 — неактивными (показатель активности — 73,1 %, в 1999 году было 71,1 %). Из 141 активных работали 120 человек (68 мужчин и 52 женщины), безработных было 21 (7 мужчин и 14 женщин). Среди 52 неактивных 16 человек были учениками или студентами, 19 — пенсионерами, 17 были неактивными по другим причинам.